# تمسیه
تمسیه (به زبان آمازیغی و به زبان عربی التمسیة) شهری است در استان انزکان آیت ملول در منطقه سوس ماسه در مراکش.
جمعیت آن بیش از ۲۶.۰۰۰ نفر است و مردم آن بیشتر از تبار آمازیغ هستند.